# Miguel Cobos Copado
Miguel Cobos Copado (31 juli 1996) is een professioneel voetballer. Hij werd geboren als Miguel Mees, maar nam in 2016 officieel de achternaam van zijn moeder aan, Cobos Copado. Hij staat onder contract bij KV Mechelen.
Sinds 2004 speelt hij bij de jeugd van KV Mechelen. In 2016 werd Miguel voor een half jaar uitgeleend aan KSK Heist dat uitkwam in tweede klasse. 

## Statistieken
| Seizoen         | Club            | Competitie             | Competitie | Competitie | Play-offs | Play-offs | Beker | Beker | Totaal | Totaal |
| Seizoen         | Club            | Competitie             | Wed.       | Dlp.       | Wed.      | Dlp.      | Wed.  | Dlp.  | Wed.   | Dlp.   |
| --------------- | --------------- | ---------------------- | ---------- | ---------- | --------- | --------- | ----- | ----- | ------ | ------ |
| 2015-2016       | KV Mechelen     | Jupiler Pro League     | 0          | 0          | 0         | 0         | 0     | 0     | 0      | 0      |
| 2015-2016       | → KSK Heist     | Tweede klasse          | 13         | 2          | 0         | 0         | 0     | 0     | 13     | 2      |
| 2016-2017       | → Rupel Boom FC | Tweede klasse amateurs | 4          | 0          | 0         | 0         | 0     | 0     | 4      | 0      |
| 2017-2018       | → Rupel Boom FC | Tweede klasse amateurs | 0          | 0          | 0         | 0         | 0     | 0     | 0      | 0      |
| 2018-2019       | → KFC Duffel    | Tweede klasse amateurs | 5          | 0          | 0         | 0         | 1     | 0     | 6      | 0      |
| 2019-2020       | KFC Duffel      | Tweede klasse amateurs | 9          | 2          | 0         | 0         | 2     | 2     | 11     | 4      |
| Carrière totaal | Carrière totaal | Carrière totaal        | 31         | 4          | 0         | 0         | 3     | 2     | 34     | 6      |